# 2015-ös Formula–E Berlin nagydíj
A 2015-ös Berlin nagydíjat május 23-án, a 2014–2015-ös Formula–E bajnokság nyolcadik futamaként rendezték. A pole-pozíciót Jarno Trulli szerezte meg, a futamot pedig Jérôme d’Ambrosio nyerte meg.

## Időmérő
| Helyezés | Rajtszám | Versenyző              | Csapat          | Idő      | Hátrány |
| -------- | -------- | ---------------------- | --------------- | -------- | ------- |
| 1        | 10       | Jarno Trulli           | Trulli          | 1:21.547 |         |
| 2        | 11       | Lucas di Grassi        | Audi Sport ABT  | 1:21.623 | +0.076  |
| 3        | 9        | Sébastien Buemi        | e.dams-Renault  | 1:21.685 | +0.138  |
| 4        | 23       | Nick Heidfeld          | Venturi         | 1:21.710 | +0.163  |
| 5        | 66       | Daniel Abt             | Audi Sport ABT  | 1:21.754 | +0.207  |
| 6        | 7        | Jérôme d’Ambrosio      | Dragon Racing   | 1:21.861 | +0.314  |
| 7        | 8        | Nicolas Prost          | e.dams-Renault  | 1:21.911 | +0.364  |
| 8        | 6        | Loïc Duval             | Dragon Racing   | 1:21.917 | +0.370  |
| 9        | 30       | Stéphane Sarrazin      | Venturi         | 1:21.978 | +0.431  |
| 10       | 27       | Jean-Éric Vergne       | Andretti        | 1:22.015 | +0.468  |
| 11       | 18       | Vitantonio Liuzzi      | Trulli          | 1:22.032 | +0.485  |
| 12       | 28       | Scott Speed            | Andretti        | 1:22.096 | +0.549  |
| 13       | 99       | Nelson Piquet, Jr.     | NEXTEV TCR      | 1:22.310 | +0.763  |
| 14       | 3        | Jaime Alguersuari      | Virgin Racing   | 1:22.395 | +0.848  |
| 15       | 2        | Sam Bird               | Virgin Racing   | 1:22.437 | +0.890  |
| 16       | 77       | Salvador Durán         | Amlin Aguri     | 1:22.444 | +0.897  |
| 17       | 88       | Charles Pic            | NEXTEV TCR      | 1:22.464 | +0.917  |
| 18       | 21       | Bruno Senna            | Mahindra Racing | 1:22.575 | +1.028  |
| 19       | 55       | António Félix da Costa | Amlin Aguri     | 1:22.586 | +1.039  |
| 20       | 5        | Karun Chandhok         | Mahindra Racing | 1:22.803 | +1.256  |

## Futam
| Helyezés | Rajtszám | Versenyző              | Csapat          | Kör | Idő/Kiesés oka    | Rajthely | Pont |
| -------- | -------- | ---------------------- | --------------- | --- | ----------------- | -------- | ---- |
| 1        | 7        | Jérôme d’Ambrosio      | Dragon Racing   | 33  | 48:26.566         | 6        | 25   |
| 2        | 9        | Sébastien Buemi        | e.dams-Renault  | 33  | +2.433            | 3        | 18   |
| 3        | 6        | Loïc Duval             | Dragon Racing   | 33  | +3.508            | 8        | 15   |
| 4[a]     | 99       | Nelson Piquet, Jr.     | NEXTEV TCR      | 33  | +3.975            | 13       | 14   |
| 5        | 23       | Nick Heidfeld          | Venturi         | 33  | +13.046           | 4        | 10   |
| 6        | 30       | Stéphane Sarrazin      | Venturi         | 33  | +13.335           | 9        | 8    |
| 7        | 27       | Jean-Éric Vergne       | Andretti        | 33  | +13.678           | 10       | 6    |
| 8        | 2        | Sam Bird               | Virgin Racing   | 33  | +14.055           | 15       | 4    |
| 9        | 18       | Vitantonio Liuzzi      | Trulli          | 33  | +15.636           | 11       | 2    |
| 10       | 8        | Nicolas Prost          | e.dams-Renault  | 33  | +16.602           | 7        | 1    |
| 11       | 55       | António Félix da Costa | Amlin Aguri     | 33  | +16.797           | 19       |      |
| 12       | 3        | Jaime Alguersuari      | Virgin Racing   | 33  | +20.594           | 14       |      |
| 13       | 28       | Scott Speed            | Andretti        | 33  | +21.149           | 12       |      |
| 14       | 66       | Daniel Abt             | Audi Sport ABT  | 33  | +23.688           | 5        |      |
| 15       | 88       | Charles Pic            | NEXTEV TCR      | 33  | +25.491           | 17       |      |
| 16       | 77       | Salvador Durán         | Amlin Aguri     | 33  | +44.157           | 16       |      |
| 17       | 21       | Bruno Senna            | Mahindra Racing | 33  | +46.257           | 18       |      |
| 18       | 5        | Karun Chandhok         | Mahindra Racing | 33  | +52.703Sablon:Ref | 20       |      |
| 19[a]    | 10       | Jarno Trulli           | Trulli          | 31  | Fék               | 1        | 3    |
| DSQ      | 11       | Lucas di Grassi        | Audi Sport ABT  | 33  | Kizárva           | 2        |      |

Megjegyzés:
- ↑ a:  - +3 pont a pole-pozícióért
- ↑ b:  - +2 pont a leggyorsabb körért

## A világbajnokság állása a verseny után
(Teljes táblázat)
| H  | Versenyzők        | Pont | H  | Konstruktőrök  | Pont |
| -- | ----------------- | ---- | -- | -------------- | ---- |
| 1. | Nelson Piquet Jr. | 103  | 1. | e.Dams-Renault | 179  |
| 2. | Sébastien Buemi   | 101  | 2. | Dragon Racing  | 116  |
| 3. | Lucas di Grassi   | 93   | 3. | Audi Sport ABT | 115  |
| 4. | Nicolas Prost     | 78   | 4. | China Racing   | 107  |
| 5. | Jérôme d’Ambrosio | 77   | 5. | Virgin Racing  | 98   |

- Jegyzet: Csak az első 5 helyezett van feltüntetve mindkét táblázatban.